# 안명준
안명준(安明俊, 1955년 11월 11일~)은 대한민국의 기독교 신학자, 성경 해석학자이자, 조직신학자이다. 평택대학교 피어선신학전문대학원에서 은퇴하고 현재 한국성서대학교에서 초빙교수로 있다.
요한칼빈탄생500주년기념사업회의 실행위원장, 종교개혁500주년기념사업회의 실행위원장, 개혁교회 종교개혁500주년기념대회의 공동대회장, 그리고 종교개혁500주년기념일의 준비위원을 역임하였고, 한국복음주의조직신학회 회장과 한국장로교신학회 회장을 역임하였다. 국내 신학회의 학회지 편집위원과 신학회 학술상 심사위원이었으며, 현재 한국기독교학술원 교수위원, 한국개혁신학회 자문위원, 한국기독교한림원의 정회원이다. 한국교회를 위하여 <한국교회를 빛낸 칼빈주의자들>, <한국의 신학자들 1, 2>, 그리고 <영적거장들의 기도>, <영적거장들의 설교>와 <한국 영적거장들의 설교>, <한국교회 대학부이야기>, <한국교회와 다음세대>와 같은 여러 책들을 편집하고 있다. 순흥(順興) 안씨이며, 독립운동가 안봉순 선생의 손자이다. 조직신학과 신학적 해석학 그리고 존 칼빈의 성경 해석학: 간결성과 용이성 분야의 전문가로 평가받는다.

## 생애
독립운동가 안봉순 선생의 손자이며, 일본 삿보르 무역관장의 장남이다. 평택대학교 피어선신학전문대학원의 명예교수이며 한국성서대학교의 초빙교수이다. 한국장로교신학회 회장과 한국복음주의조직신학회 회장을 역임하였다. 2009년 요한칼빈탄생500주년기념사업회 실행위원장을 역임하였고 2020년에 기념사업회로 부터 올해의 신학자을 상을 받았다. 전공과 연구분야는 조직신학, 칼빈신학, 그리고 간결성과 용이성(en:Brevitas et facilitas)의 방법으로 논문을 쓴 칼빈의 해석학이다. 한국교회와 해석학 관련 연구자이다. 한국복음주의조직신학회 학회지 《조직신학연구》의 편집위원장을 2002년 9월 19일 창간호 발행부터 2019년 8월 31일까지 맡았다. 개혁교회 종교개혁500주년기념대회의 공동대회장을 하였다. 2018년 3월부터 2020년 12월 23일까지 한국장로교 신학회 회장을 하였다.

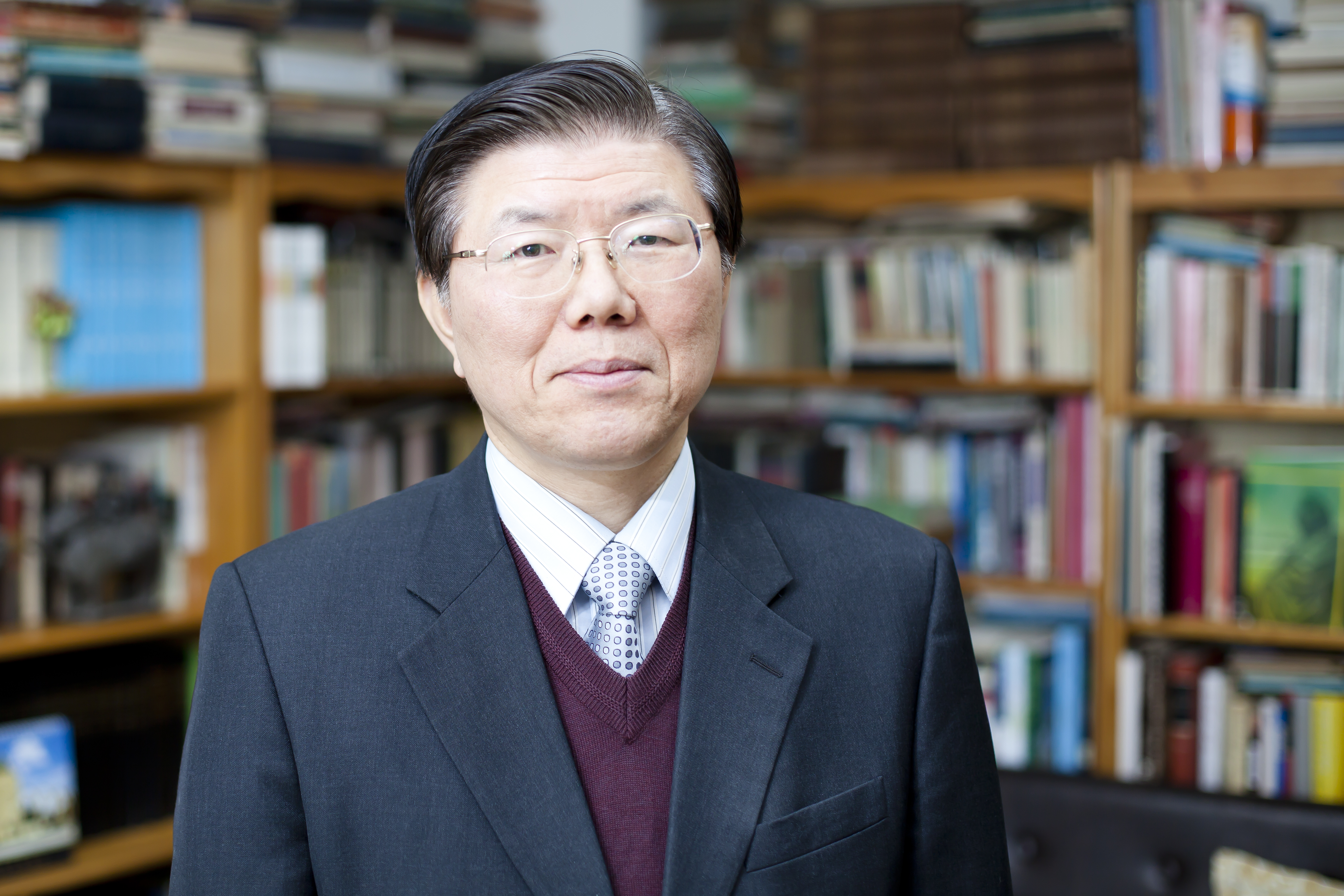
안명준 박사, 평택대학교

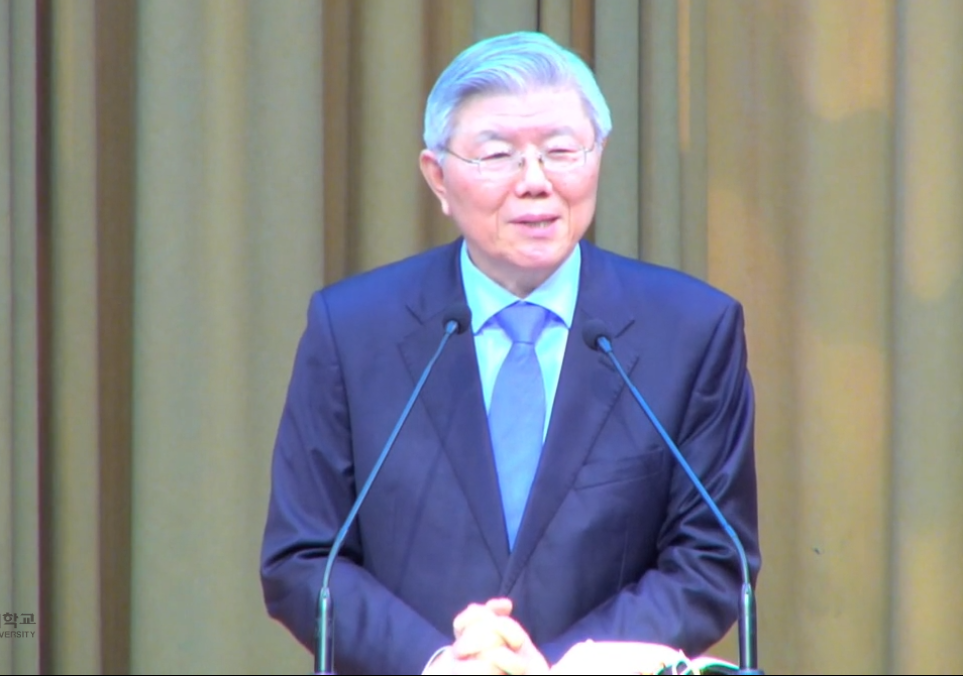
안명준 한국성서대학교 초빙교수, 2023년 4월 17일

## 영향
1976년 부터 대학교 친구로 부터 전도를 받고 교회를 출석한 이후 중앙대학교의 최재선 박사, 서울 성도교회에서 옥한흠 목사, 장경두 목사, 그리고 국동출 목사, 황성철 교수, 방선기 박사, 그리고 박성수 회장으로부터 신앙적 영향을 많이 받았으며 합동신학대학원대학교의 박윤선 박사, 신복윤 박사, 윤영탁 박사, 김명혁 박사, 박형용 박사로부터 성경관, 복음주의적 신앙관, 그리고 개혁신학을 영향받았다. 박윤선 박사의 제자인 숭신교회의 장인인 노윤석 목사로부터 목회적 훈련을 받았다.

## 연구의 특징
- 성경적-개혁신학적 조직신학의 방법에 근거하여 신학적 주제를 탐구한다.
- 칼빈신학에 근거한 성경해석학으로 신학적 해석학을 추구한다.[30]
- 정통 개혁신학에 기초한 조직신학을 추구한다.
- 신학원리로서 성경과 예수 그리스도의 가르침의 방법에서 또한 사도 바울의 방법에서 신학방법론에 근거한다.

## 학력
- 서울 은평초등학교(1968)
- 서울 인창 중, 고등학교(1974)
- 중앙대학교 공과대학 전기공학과 학사(1978)
- 중앙대학교 공과대학원 전기공학과 석사과정 이수(1980)
- 합동신학교 신학석사(M.Div. equiv., 1984) 지도교수 박형용
- 비블리칼 신학교(Biblical Theological Seminary), 구약신학 S.T.M. 과정 수학
- 컨콜디아 신학교(Concordia Seminary), 조직신학 Th.D. 과정 수학
- 리폼드 신학교(Reformed Thelogical Seminary), Th.M.(신약성서신학 전공, 1989)
- 웨스트민스터 신학교(Westminster Theological Seminary), Th.M.(조직신학 전공, 1992), 지도교수 윌리엄 에드거.
- 프리토리아 대학교(Universiteit van Pretoria), Ph.D. (조직신학 전공, 1998), 지도교수 콘라드 베스마르.

## 경력
- 1978,5,9 -1978,12,6 수도전기공업고등학교 교사
- 1978,12,4 -1980,11,11 한국전력공사
- 1980 한국창조과학회 창설 멤버
- 1982-1983. 서울 삼일교회 학생부 지도
- 1984.1-1985.2. 서울 남문교회 학생부 지도
- 1986-1987. Philadelphia 새한 장로교회 학생부 지도
- 1987-1988. Philadelphia 놀스펜 장로교회 학생부 지도
- 1989.9-1990.9. New York 빌립보 교회 학생부 지도
- 1991.1-1993.7. Philadelphia 새 예루살렘 장로교회 청년부 지도
- 1993.4. 대한 예수교 장로회(개혁) 강남노회, 목사안수
- 1993.9-1994.11. St. Louis 한인 장로교회 대학부 지도
- 1996,9-97, 1 서울 성염교회 담임목사
- 1996,9- 99.2-27 백석대학교 신학대학원 겸임교수
- 1999,3,1- 2021.2.28 평택대학교 피어선신학전문대학원, 평택대학교 신학과 학과장, 피어선신학전문대학원 주임교수, 교목실장, 피어선신학전문대학원 원장 역임
- 2000.7.1– 현 크리스챤투데이 편집위원
- 2000–2005. 평택 새생명교회 협동목사
- 2002-2004 한국칼빈학회 서기 역임
- 2002-2004 한국복음주의 조직신학회 회장 역임
- 2002년-2019년 8월 한국복음주의 조직신학회 《조직신학연구》 편집위원장
- 2003.5.1-2005.4.30《성경과 신학》(한국복음주의신학회) 편집위원
- 2004.3.16–2006.3.27. 한국장로교신학회 서기
- 2005.7. 세계개혁신학회(International Reformed Theological Institute) 한국 준비위원
- 2007.8–2020.12.30. 창조론 오픈포럼 공동대표
- 2008.6.26- 요한칼빈탄생500주년기념사업회 실행위원장[31]
- 2009.6.– 2023 요한칼빈탄생500주년기념사업회 올해의 신학자상 심사위원
- 2009.11.14-2014.11.13. 개혁주의생명신학회 감사
- 2011.8.29–2017.10.30. 종교개혁500주년기념사업회 실행위원장
- 2012.3.28-2016.3.9. 한국장로교신학회 총무
- 2012.3.28–2016.3.19. 《장로교회와 신학》(한국장로교신학회) 편집위원
- 2012- 현 한국기독교학술원 정회원
- 2012–2014. 한국개혁신학회 총무이사
- 2014- 현 기독교학술원 학술위원
- 2014년 한국개혁주의연구소 연구위원
- 2014.5.30-2020.5.30. 한국개혁신학회 부회장
- 2014.2.14– 현 성경말씀 사관학교 자문위원
- 2014.6.1– 2020년 5월 30일 《한국개혁신학》(한국개혁신학회) 편집위원
- 2015.5– 현 한국군선교회 신학위원
- 2015– 현 고신대학교 개혁주의학술원 전문연구원
- 2015- 2017 종교개혁500주년기념사업회 실행위원장 역임
- 2016.3.19–2018.3.18. 한국장로교신학회 부회장
- 2016.5.14-2017.10.2.1. 종교개혁500주년기념 공동학술대회 준비위원(2017) 역임
- 2018년 5월 - 2020년 5월 한국개혁신학회 부회장
- 2018년 3.17- 2020년 12월 23일 한국장로교 신학회 회장역임
- 2018년 6월 26일- 2019년 12월 12일 개혁교회 종교개혁500주년기념대회 공동대회장
- 2020년 - 《한국개혁신학》(한국개혁신학회) 편집고문
- 2020년 5월- 한국개혁신학회 자문위원
- 2020.12.24- 한국장로교신학회 고문
- 2021년 3월 1일 - 평택대학교 피어선신학전문대학원 명예교수
- 2022년 2월 8일 - 한국기독교한림원 창립회원 및 출판위원회 위원장[32]
- 2023년 3월 1일 - 한국성서대학교 초빙교수
- 2023년 8월 24일 - 한국기독교학술원 연구교수
- 2024년 9월 23일 - Korean Journal of Theology 편집위원

## 수상
- 세계개혁신학회 공로상, 2005년 7월 5일
- 한국복음주의조직신학회 제1회 신학자상, 2018년 11일 17일[33]
- 제9회 올해의 신학자, 2020년 요한칼빈탄생500주년기념사업회[34]
- 대한민국 부총리 겸 교육부장관 표창 (교육공로), 2021년 2월 29일

## 저서 및 공저
1. Ahn, Myung Jun. “The Methodology of Brevitas and Facilitas As Their HermeneuticPrinciple of. John Calvin” (Westminster Theological Seminary, 1992. Th.M.) 보관됨 2020-09-23 - 웨이백 머신
2. Ahn, Myung Jun, “Brevitas et facilitas : A Study of a Vital Aspect in the Theological Hermeneutics of John Calvin” (Universeit van Pretoria, 1998, Ph.D.)
3. 《신학적 해석학 상, 하》, 공저 ISBN 8990318335 (이컴비즈넷: 2005, 2009). ISBN 9788990318534
4. 《한국교회의 문제점과 극복방안》, 공저 (이컴비즈넷: 2006). ISBN 8990318440
5. 《칼빈의 성경 해석학》(기독교문서선교회: 1997). ISBN 89-341-0566-6
6. 《칼빈해석학과 신학의 유산》(기독교문서선교회: 2009). ISBN 9788934110361
7. 《칼빈신학 2009》 , 공저 (성광: 2009). ISBN 9788972524496
8. 《칼빈신학과 한국신학》(기쁜날: 2009), 공저 ISBN 9788991570474
9. 《칼빈과 한국교회》요한 칼빈 탄생 500주년 기념사업회, 공저 (SFC: 2010). ISBN 9788993325324
10. 《한 눈에 보는 성경 조직신학》(기쁜날: 2014). ISBN 9788991570719
11. 《한국교회를 빛낸 칼빈주의자들》, 공저 (2020, 킹덤북스)
12. 《전염병과 마주한 기독교》, 공저 (다함: 2020)
13. 《교회통찰: 코로나 뉴노멀 언택트 시대 교회로 살아가기》, 공저 (세움북스: 2020)
14. 《3.1 운동 정신과 코로나 극복》 , 공저 (들음과 봄, 피톤치드 2020)
15. 《그리워지는 목회자들: 백향목처럼 아름다운 이야기》, 공저 (아벨서원: 2020)
16. 《피어선의 사람들》, 공저 (퍼플:2021)
17. 《코로나19 팬데믹시대의 말씀 선포》, 공저 (성광문화사: 2021)
18. 『영적거장들의 기도』, 공저, 홀리북클럽, 2021
19. 『한국교회 대학부 이야기』, 공저, 세움북스, 2022
20. <이승구 박사의 생애와 신학>,
21. 『한국의 신학자들 2』 공저 (아벨서원: 2023)
22. 『한국교회와 다음세대』 공저 (아벨서원: 2024)
23. 안명준, 『한국외항선교회 50년사 1974-2024 한국외항선교회의 과거.현재.미래』 (서울: 한들출판사, 2025)

## 역서
1. 《은혜와 기적》, 마틴 로이드 존스 (백합출판사: 1986)
2. 《어린이를 위한 교리서》, 케더린 테일러 (백합출판사: 1988)
3. 《천국의 선언》, 하워드 A 스나이더(성광출판사: 1994)
4. 《최신 조직신학》, 로버트 L. 레이몬드(기독교문서선교회:2004)
5. 《하나님의 능력》, A. T. 피어선 (생명의말씀사: 2006)
6. 《지난 반세기의 전진운동》, A. T. 피어선 (2008)
7. 《하나님의 선교 계획》, A. T. 피어선 (동방디앤씨: 2011)
8. 《세상에 오신 그리스도》, A. T. 피어선 (평택대학교출판부: 2013)

## 편집
1. 『한국의 신학자들 1』 (아벨서원:2021)
2. 『영적거장들의 설교』, 공저, (홀리북클럽, 2023)
3. 『한국의 신학자들 2』 (아벨서원: 2023)
4. 『한국 영적거장들의 설교』 (홀리북클럽, 2024)
5. 『한국교회와 다음세대』 (아벨서원: 2024)

## 감수
1. 《칼빈: John Calvin: A Pilgrim's Life》, 헤르만 셀더하위스, 조승희 옮김, 안명준 감수 (2009, Korea.Com). ISBN 9788992758604

## 논문

### 국내
1. 칼빈과 성경해석, 복음과 신학 11, 40-65
2. 존 칼빈의 신학적 해석학: Scriptura Sui Ipsius Interpres 원리를 사용한 Brevitas et #Facilitas 방법론, 장로교회와 신학 1, 167-190
3. 피어선 (Arthur T. Pierson)의 성경연구 원리, 한국개혁신학 30, 154-181
4. AT Pierson의 성경해석 방법론, 조직신학연구 6, 104-135
5. 칼빈 신학의 현대적 해석; 칼빈의 신학적 윤리학, 조직신학연구 1, 9-31
6. 21 세기를 위한 해석자: 칼빈의 해석학에 있어서 성령과 해석의 관계를 중심으로, 복음과 신학 2 (1), 164-210
7. 폭력에서 사랑으로, 조직신학연구 21, 230-251
8. 칼빈에 따른 성경해석의 두 원리, 조직신학연구 19, 83-115
9. 칼빈 연구에 관한 최근의 흐름, 1982-90 리챠드， 겜블，복음과 신학 12, 114-139
10. 존 칼빈의 신학원리로서 성경 (Scriptura)의 사용:[기독교 강요]를 중심으로, 장로교회와 신학 6, 205-231
11. Calvins Attitude toward the ReformersBiblical Interpretation 2, 조직신학연구 12, 117-135
12. 한국교회의 변화를 위한 새로운 요구들, 복음과 신학 10, 154-168
13. 사회구원에 대한 영산의 신학적 이해, 영산신학저널, 79-106
14. 칼빈 신학방법론의 길잡이: 기독교 강요의 이해를 위한 칼빈의 신학적 전제 요소들, 조직신학연구 10, 7-31
15. 한국교회 부흥의 방해요소, 조직신학연구 9, 189-210
16. 웨스트민스터 신앙고백서의 신학적 윤리학, 장로교회와 신학 4, 95-121
17. Calvins Attitude toward the ReformersBiblical Interpretation 1, 조직신학연구 7, 311-328
18. 종말론과 해석자, 복음과 신학 7, 55-71
19. 칼빈의 과학관,안명준， 조덕영, 조직신학연구 4, 193-208
20. 자유주의 신학의 태동과 특징, 교회와 문화 10, 116-143
21. 한국 교회의 문제점, 조직신학연구 2, 89-110
22. 포스트모던 시대 속의 지적 설계운동 (Intellectual Design Movement)의 위치,안명준， 조덕영, 조직신학연구 3, 239-264
23. 일, 예배 그리고 증거, 복음과 신학 4, 254-262
24. 칼빈의 신학적 윤리학, 복음과 신학 4, 86-111
25. 구약의 선교명령, 복음과 신학 3 (1), 28-41
26. 신복윤 박사의 생애와 신학, 한국개혁신학, 2018
27. 박형용 박사의 생애와 신학, 성경과 신학, 2019
28. 종교개혁자들의 대응-존 칼빈을 중심으로, 교회와 신학, 2020
29. 성암 이승구 박사의 개혁신학 탐구: 개혁신학의 형성과 개혁파 조직신학, ｢신학정론｣ 제 41권 1호 (2023. 6.1): 15-62

- 안명준(MyungJun Ahn) 국내논문, 구글 학술검색

### 해외
- Myung Jun Ahn, "The influences on Calvin's hermeneutics and the development of his method", HTS Teologiese Studies / Theological Studies; Vol 55, No 1 (1999), 228-239.
- Ahn Myung Jun, "The ideal of Brevitas et Facilitas: the theological hermeneutics of John Calvin", Skrif en Kerk Volume 20 Issue 2 (1999)

## 참고문헌
- 안명준 교수, Pierson Journal of Theology, 제 10권 제 1호(통권 18집) (2021)
- 안명준 교수 은퇴 기념 논문집, 조직신학연구 36 (2020): 10-21.
- 안명준 교수 은퇴기념 논문집, 한국개혁신학 71 (2021): 5-14.

## 같이 보기
- 안봉순 · 간결성과 용이성(en:Brevitas et facilitas) · 신학적 해석학 · 세계칼빈학회 · 세계개혁신학회 · 한국개혁신학회 · 한국복음주의조직신학회 · 한국조직신학회 · 한국장로교신학회 · 요한칼빈탄생500주년기념사업회 · 종교개혁500주년기념일 · 한국의 신학자 목록 · 기독교 신학자 · 개혁신학자 · 박윤선 · 신복윤 · 박영선 (목사) · 김영한 (교수) · 이승구 (1959년) · 성도교회 · 방선기 · 박성수, 노윤석· 한국기독교학술원, 한국기독교한림원· 한국개혁주의연구소